# 罗曼·米秋科夫
罗曼·米秋科夫（Roman Mityukov，2000年7月30日—），瑞士男子游泳运动员，主攻仰泳，2020年欧洲游泳锦标赛男子200米仰泳铜牌得主、2023年世界游泳锦标赛男子200米仰泳铜牌得主。